# Química de l'estat sòlid
La química de l'estat sòlid és l'estudi dels materials sòlids, siguin de base molecular, metàl·lica, cristal·lina o ceràmica de l'estat sòlid inorgànic. Estudia tant la síntesi química com l'estructura i les propietats físiques dels sòlids. La química de l'estat sòlid ha sigut impulsada per la tecnologia i els avenços en aquest camp s'han vist alimentats amb freqüència per les exigències de la indústria, molt per davant de la simple curiositat acadèmica. La comprensió de com es produeixen les reaccions en l'àmbit atòmic en l'estat sòlid va evolucionar considerablement gràcies al treball Carl Wagner i per això se'l considera el pare de la química de l'estat sòlid.

## Mètodes sintètics
Pels materials orgànics, com per exemple les sals de transferència de càrrega, els mètodes tenen lloc a temperatura ambient i sovint són semblants a les tècniques de síntesi orgànica. Les reaccions redox de vegades són produïdes per electrocristalització, com es pot observar en la preparació de les sals de Bechgaard de tetratifulavelé. 

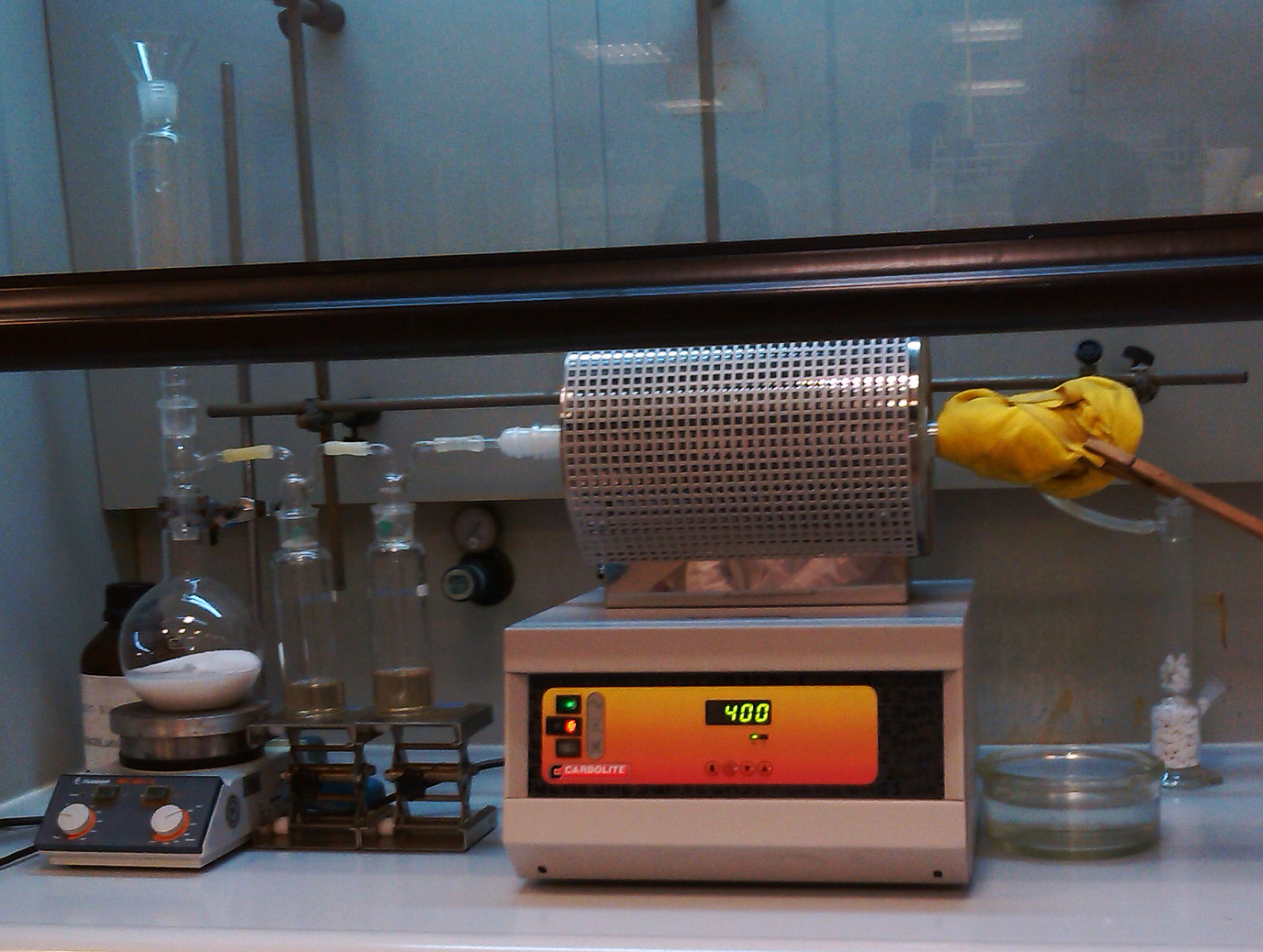
Forn de Tub

### Tècniques de forn
Per materials tèrmicament robusts, se solen utilitzar mètodes d'altes temperatures. Per exemple, els sòlids a granel es preparen fent servir forns de tub, el que permet que es puguin donar lloc, reaccions de fins a aproximadament 1100 °C. Depenent del sistema estudiat seran necessàries temperatures molt elevades, o bé en alguns altres només serà necessària una temperatura d'uns 100 °C.

#### Mètodes de fusió
Un mètode utilitizat freqüèntment és el de fondre els reactius de manera conjunta i després recoure la massa fosa solidificada. Si els reactius volàtils estan involucrats, els reactius es posen sovint en una ampolla que és regularment evacuada mentre es manté la mescla freda, per exemple mantenint el fons de l'ampolla amb nitrogen líquid i posteriorment segellant-la. L'ampolla segellada es posa al forn i se sotmet a un determinat tractament tèrmic.

#### Mètodes de solució
És possible fer servir dissolvents per preparar els sòlids mitjançant evaporació o precipitació. De vegades, el dissolvent s'utilitza hidrotèrmicament, és a dir, sota pressió a temperatures superiors al punt d'ebullició normal.

#### Reaccions de gas
Molts sòlids reaccionen fàcilment amb tipus de gasos reactius com el clor, el iode, l'oxigen, etc. D'altres formen adductes amb altres gasos, per exemple el CO o l'etilè. Aquestes reaccions es realitzen normalment en tubs oberts pels dos extrems i a través dels quals s'hi fa passar el gas. Una variant d'això és permetre que la reacció tingui lloc dins d'un dispositiu de mesura, com per exemple l'ATG. En aquest cas, la informació estequiomètrica pot obtenir-se durant la reacció, el que ajuda a identificar els productes.
Un cas especial d'una reacció de gas és la reacció de transport químic. Aquestes es duen a terme en una ampolla segellada a la qual s'hi afegeix una petita quantitat d'agent de transport, com per exemple el iode. Llavors, l'ampolla es col·loca en dos forns de tub units entre ells per poder assolir temperatures molt elevades.
La deposició química de vapor és un mètode d'alta temperatura que es fa servir per a la preparació de revestiments i semiconductors a partir de precursors moleculars.

### Materials sensibles a l'aire i a la humitat
Molts sòlids són higroscòpics i/o sensibles a l'oxigen. Motls halurs per exemple, són molt "assedegats" i només poden ser estudiats en la seva forma anhidra si es manegen en una guantera plena de gas sec (i/o sense oxigen), en general aquest gas és el nitrogen.

## Caracterització

### Noves fases, diagrames de fase, estructures
La metodologia sintètica i la caracterització del producte, moltes vegades van conjuntes. En el sentit de què no una, si no una sèrie de mescles de reacció són preparades i sotmeses a un tractament tèrmic. L'estequiometria és normalment variada de manera sistemàtica per trobar quines estequiometries donaran lloc a nous compostos sòlids o a noves solucions sòlides entre les quals ja són conegudes. Un primer mètode per caracteritzar els productes de la reacció és la difracció de pols, perquè moltes reaccions en estat sòlid produiran lingots policristal·lins o pols. La difracció de la pols facilitarà la identificació de les fases conegudes en la mescla. Si es troba un patró no conegut en les biblioteques de dades de difracció, es pot intentar identificar la simetria i la mida de la cel·la unitària. (Si el producte no és cristal·lí la caracterització és molt més difícil.)
Una vegada es coneix la cel·la unitària d'una nova fase, el següent pas és establir l'estequiometria de la fase. Això pot fer-se en un determinat nombre de maneres.
Moltes vegades cal un esforç considerable en el perfeccionament de la metodologia sintètica per obtenir una mostra pura del nou material.

Diagrama de fases

Si és possible separar el producte de la resta de la mescla de reacció, es pot utilitzar una anàlisi elemental. Altres formes impliquen el SEM i la generació de rajos X característiques en el feix d'electrons. La forma més senzilla per resoldre l'estructura és mitjançant la difracció de rajos X d'un únic vidre.
Aquesta última requereix una revisió constant i un perfeccionament dels procediments de preparació i està vinculada fa la qüestió de quines fases són estables, a quina composició i a quina estequiometria. En altres paraules, com és el diagrama de fases.
Una eina important per establir això són les tècniques d'anàlisi tèrmic com per exemple la DSC o el DTA. Un coneixement més gran de les relacions de fase moltes vegades produeix un major refinament dels procediments sintètcs de forma iterativa. Així doncs, les noves fases són caracteritzades mitjançant els seus punts de fusió i els seus dominis estequiomètrics. Això últim és important pels sòlids que són compostos no estequiomètrics. Els paràmetres de les cel·les obtingudes a partir de la difracció de rajos X són particularment útils per caracteritzar rangs d'homogeneïtat.

### Altres caracteritzacions
En molts casos, els nous composts sòlids es caracteritzen per una varietat de tècniques, que se situen en la fina línia que separa la química de l'estat sòlid de la física de l'estat sòlid.

#### Propietats òptiques
Per materials no metàl·lics sovint és possible obtenir espectres UV/VIS. En el cas dels semiconductors, això ens donarà una idea de la banda prohibida.

#### Propietats elèctriques
Els mètodes de sonda de quatre o cinc punts, s'apliquen molt sovint sigui a lingots, vidres o grànuls pressionats, per a mesurar la resistència i la mida de l'efecte Hall. Això ens dona informació sobre si el compost és un aïllant, semiconductor, semimetalls o metall i del tipus de dopatge i mobilitat en les bandes deslocalitzades (si existeix). Així, la informació important s'obté en la unió de la química en el material.

#### Propietats magnètiques
La susceptibilitat magnètica es pot mesurar com a funció de la temperatura per establir si el material és un imant paramagnètic, ferromagnètic o antiferromagnètic. De nou, la informació obtinguda es refereix a la unió en el material. Això és particularment important pels compostos de metalls de transició. En el cas de l'ordre magnètic, la difracció de neutrons es pot utilitzar per determinar l'estructura magnètica.